# Sumpfgebiet im Ölbachtal
Das Naturschutzgebiet Sumpfgebiet im Ölbachtal liegt auf dem Gebiet der kreisfreien Stadt Leverkusen in Nordrhein-Westfalen. Es erstreckt sich nördlich der Kernstadt Leverkusen entlang des in südwestliche Richtung zum Wiembach fließenden Ölbaches zwischen den Ortsteilen Oberölbach und Atzlenbach.

## Beschreibung
Die etwa 4,5 ha große Fläche wurde im Jahr 1980 unter der Schlüsselnummer LEV-003 unter Naturschutz gestellt.
Das Naturschutzgebiet wird vom Fachinformationssystem des Landesamtes für Natur, Umwelt und Verbraucherschutz in NRW wie folgt beschrieben:

„Im Norden Leverkusens durchfließt der mäßig beeinträchtigte und stellenweise angestaute Ölbach zwischen Oberölbach und Atzlenbach eine feuchte Niederung. Er wird begleitet von einem Schwarzerlengehölz unterschiedlicher Breite. Im Norden und Osten dominieren feuchte Waldlebensräume, die von feuchter Hochstaudenflur durchbrochen werden. Den Westrand bildet ein Gehölzstreifen. Im Süden dominiert Schilfröhricht, in dem aufkommende Erlengebüsche auf den Stock gesetzt werden. Vor wenigen Jahren wurde hier Oberboden abgeschoben, wodurch sich ein flaches Stillgewässer im Röhricht entwickelt hat. Zwei weitere Kleingewässer sowie eine Feuchtwiese bereichern das Gebiet. Für Leverkusen ist es das größte und besterhaltene Röhricht. Der Komplex ist ein zentraler Bestandteil im Biotopverbund der Bachtäler im Nordosten Leverkusens und durch seine Lage zum angrenzenden Kreis auch von regionaler Bedeutung. Die wichtigsten Ziele sind der Erhalt der Feuchtwiesen und Wälder ( Wildnisbiotop) und vor allem der Erhalt des Röhrichts mit seinen flachen Gewässern.“

Laut einem Bericht der Biologischen Station von 2014 entwickelt sich das Schutzgebiet positiv; so hat sich der seltene Sumpfrohrsänger, der in der Roten Liste gefährdeter Arten (2021) auf der Vorwarnstufe (RL V) steht, wieder angesiedelt. Zu den bemerkenswerten Pflanzenarten sind  u. a. aus der Kartierung von 2014 hervorzuheben: Gewöhnliche Sumpfbinse (Eleocharis palustris) (RL Gefährdung unbekannten Ausmaßes), Kohldistel (Cirsium oleraceum) (RL V), Kuckucks-Lichtnelke (Lychnis flos-cuculi), Schilfrohr (Phragmites australis), Sumpf-Schwertlilie (Iris pseudacorus) und Wiesen-Schachtelhalm (Equisetum pratense) (RL 3).

## Schutzziele
Das Naturschutzgebietes wurde eingerichtet, um das Sumpfgebiet, die feuchten Wiesen und Hochstaudenfluren sowie die Auengehölze zu erhalten und zu fördern.

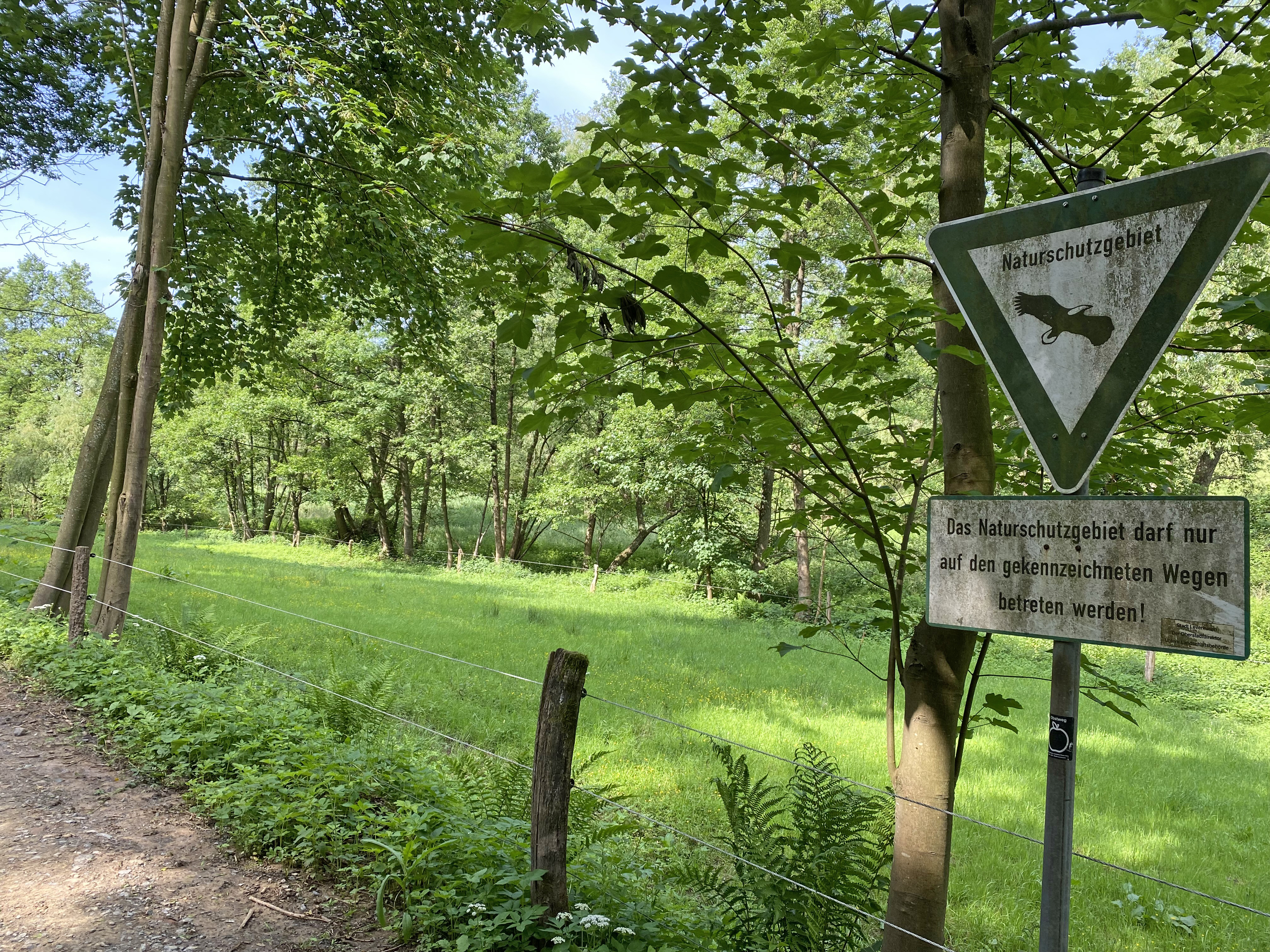
NSG Sumpfgebiet im Ölbachtal
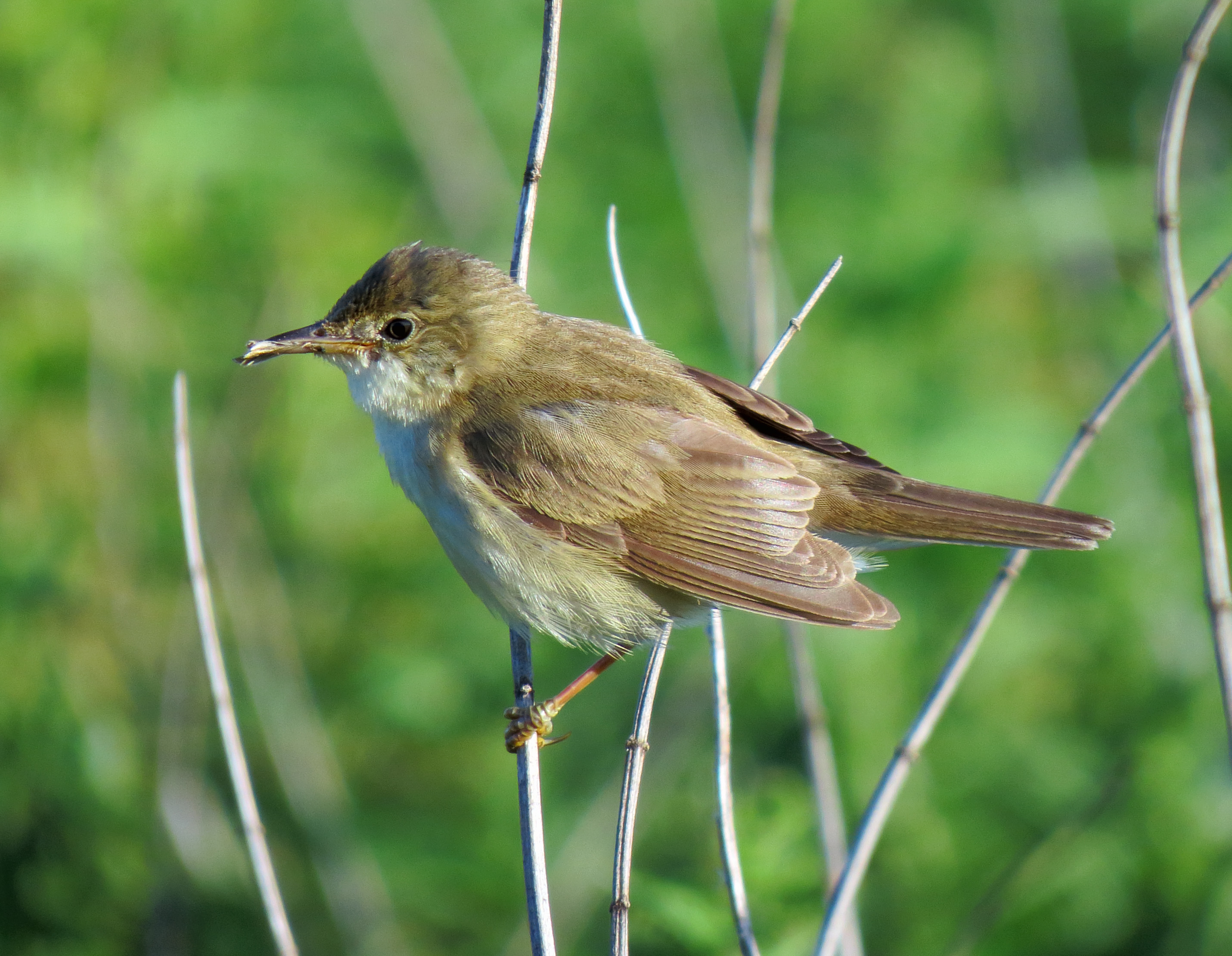
Sumpfrohrsänger
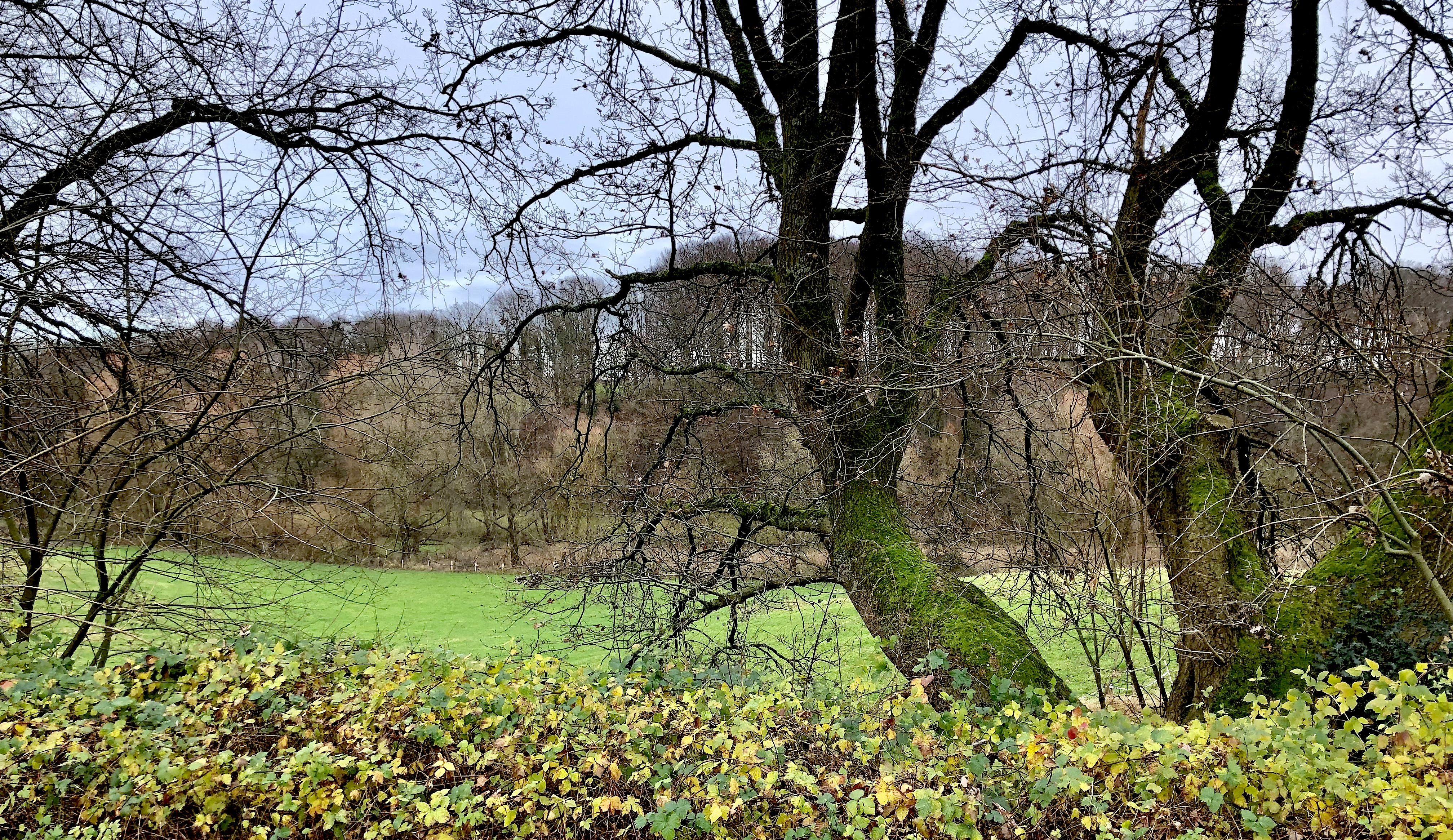
NSG Sumpfgebiet im Ölbachtal
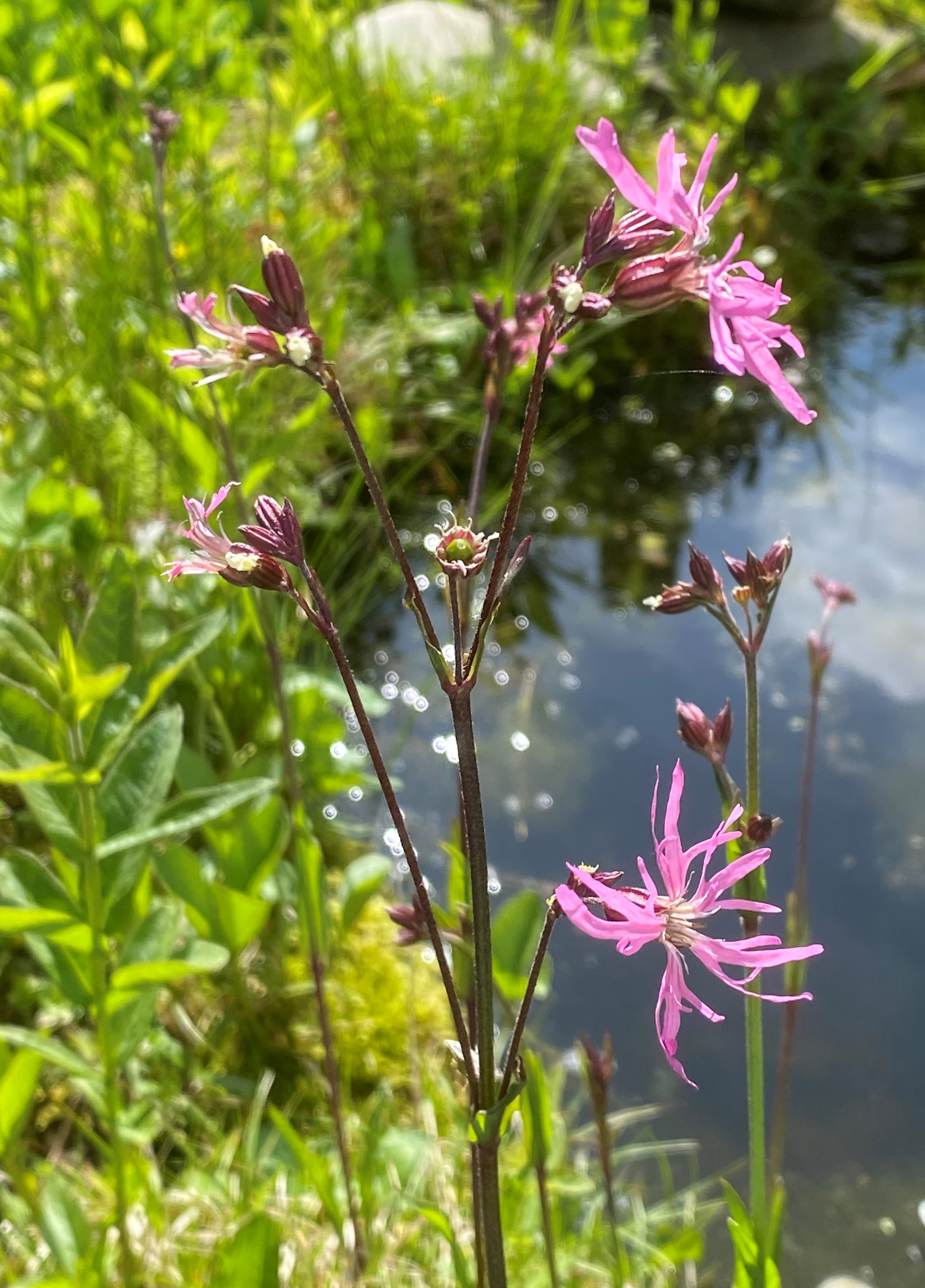
Kuckucks-Lichtnelke
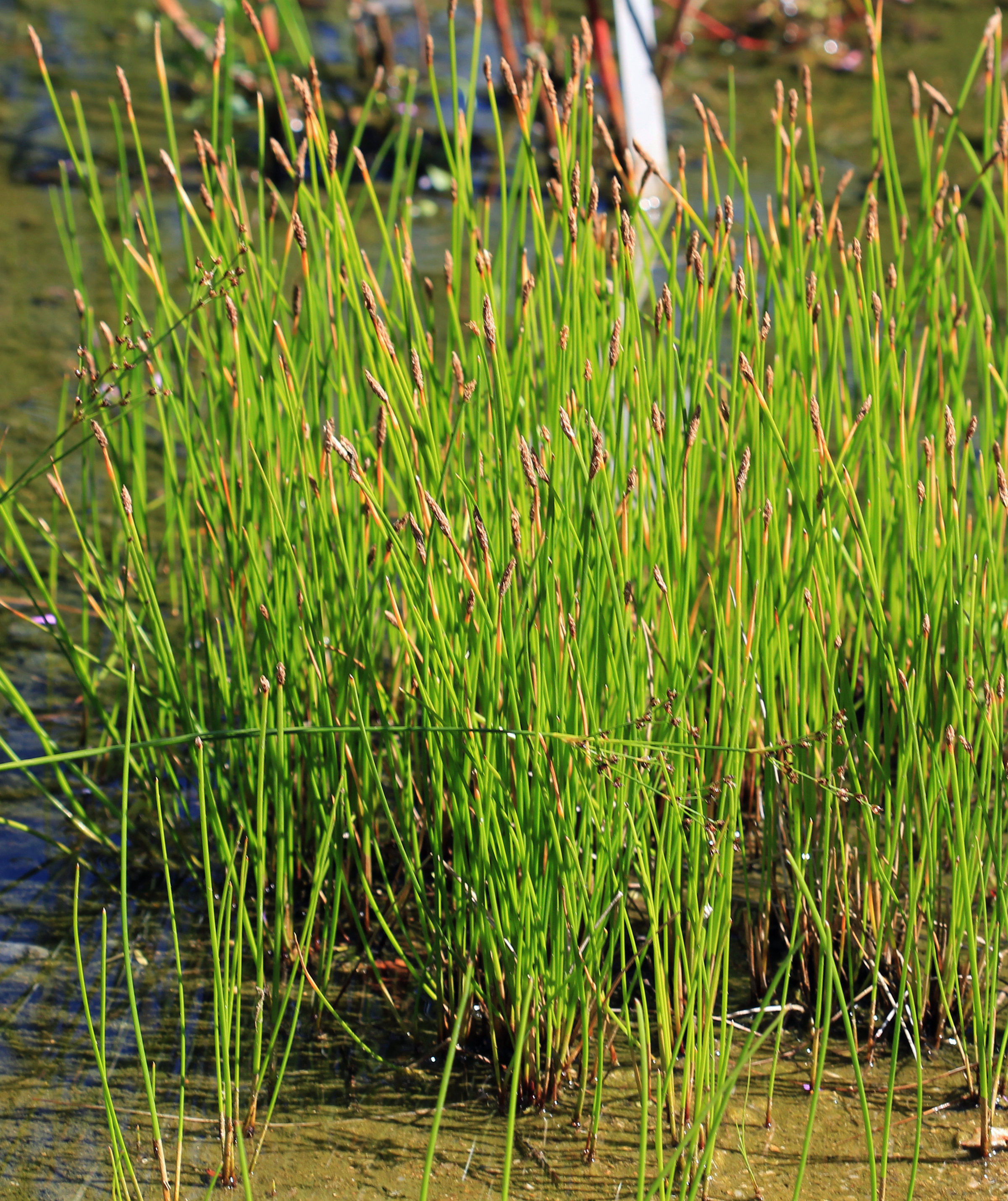
Gewöhnliche Sumpfbinse (Eleocharis palustris)
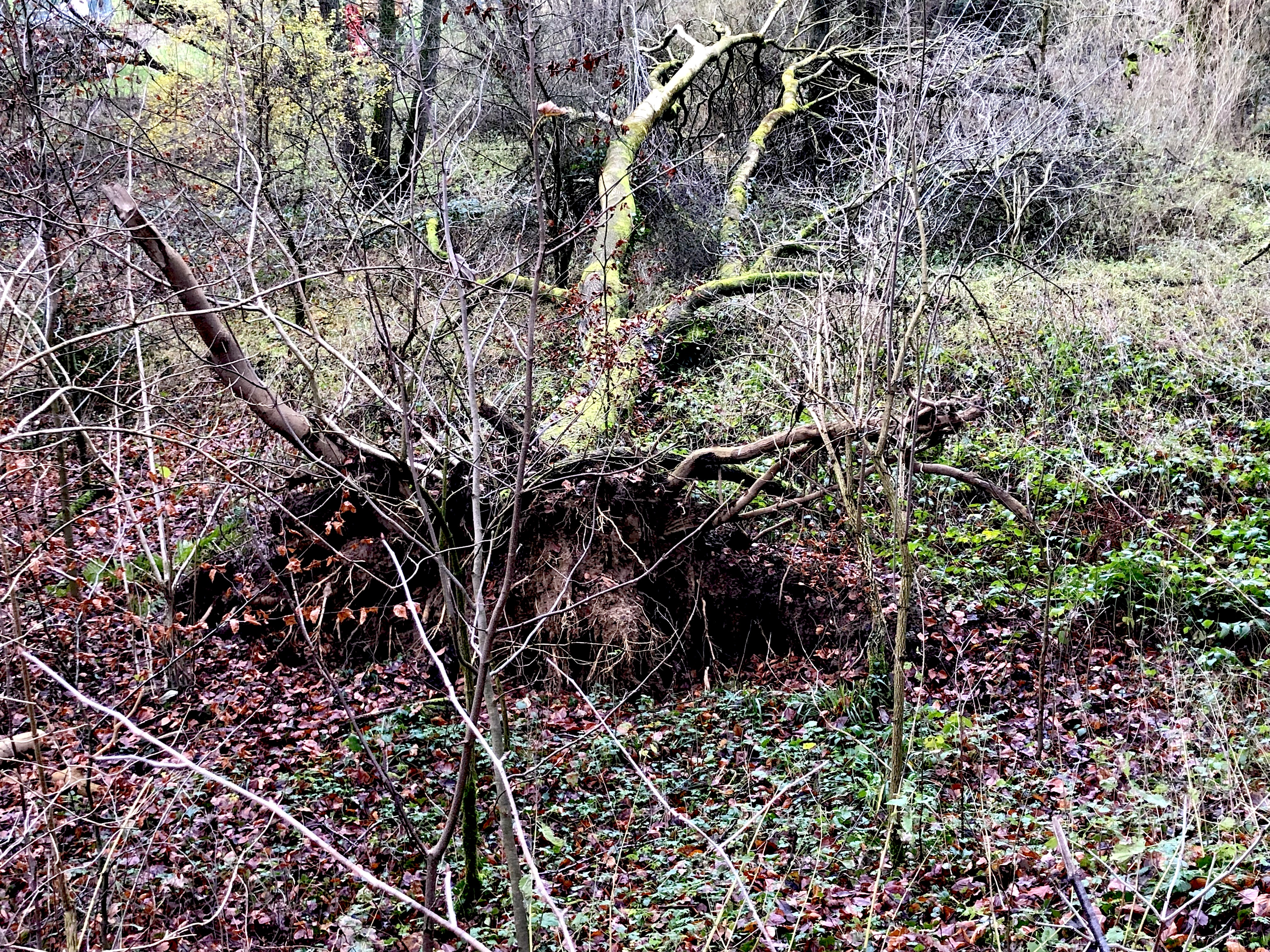
NSG Sumpfgebiet im Ölbachtal
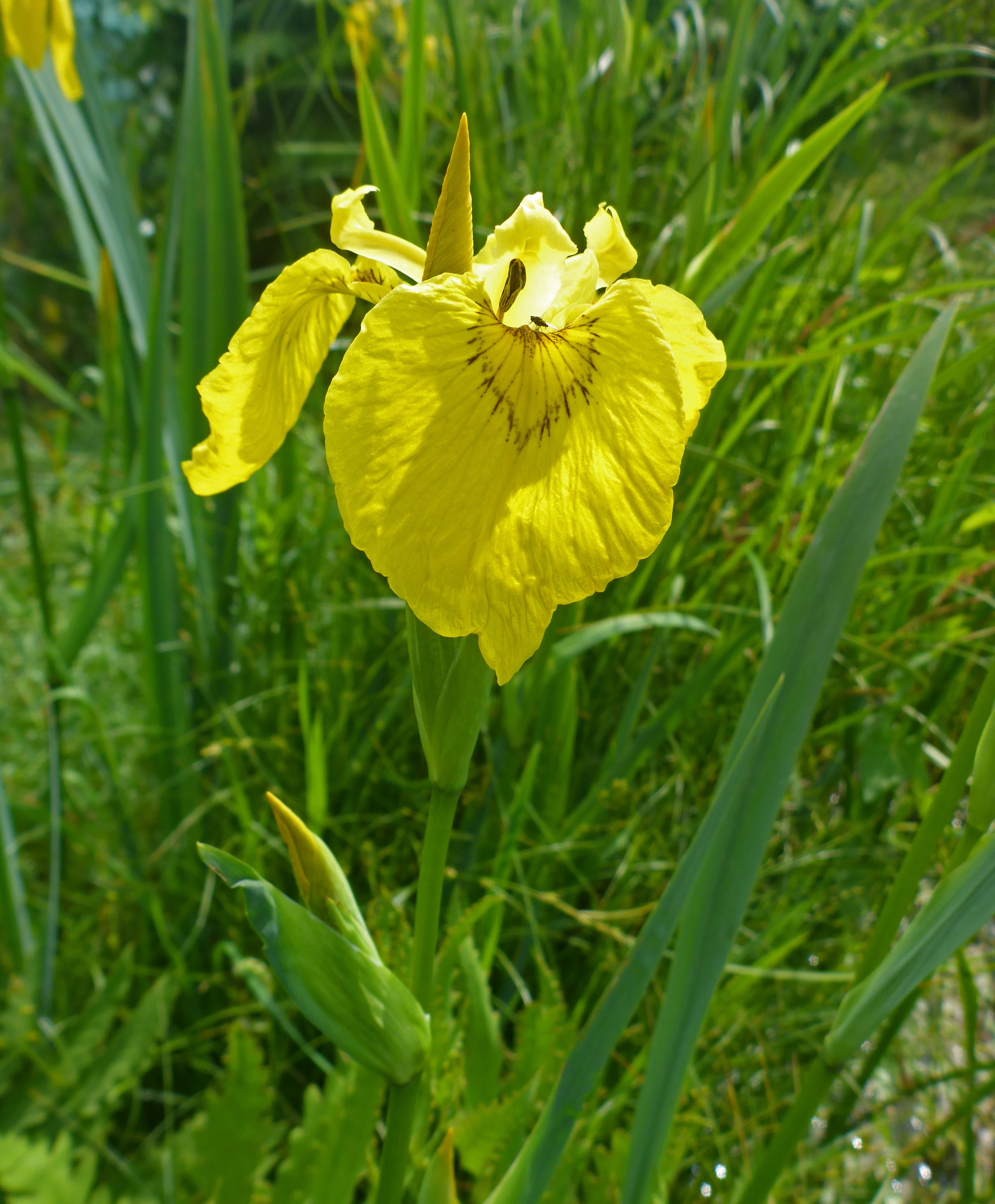
Sumpf-Schwertlilie
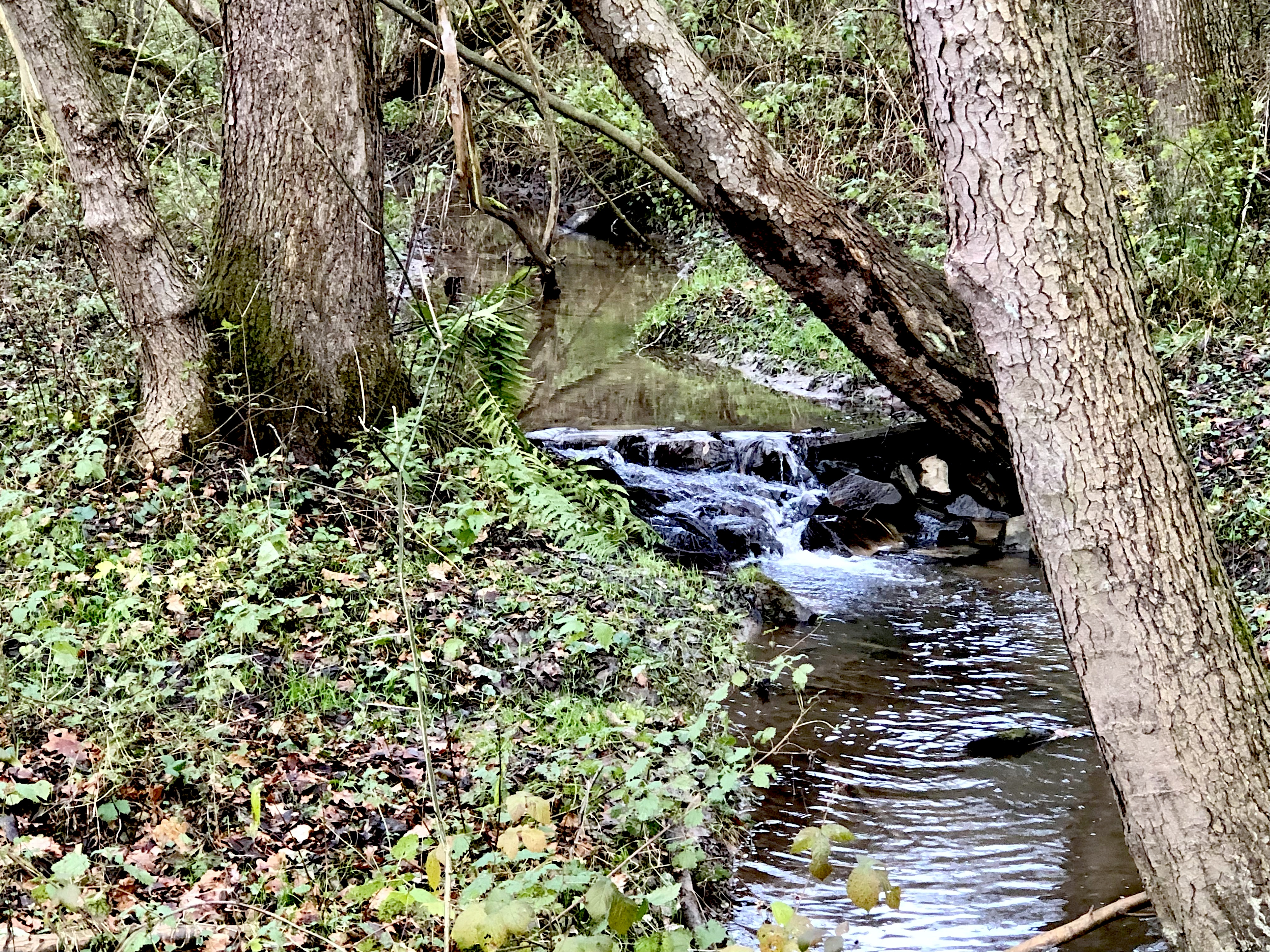
Der Ölbach an der Atzlenbacher Straße